# 티오피미디어의 음반
이 문서는 티오피미디어에서 발매한 음반의 목록이다.

## 2000년대
- 2007년 11월 30일 앤디 - [Digital Single] 엉뚱한 상상
- 2008년 1월 17일 앤디 - Andy The First New Dream
- 2008년 4월 29일 앤디 - Andy The First Propose
- 2008년 8월 6일 앤디 - [Digital Single] 사랑하면 보내야 하는건데
- 2009년 2월 12일 점퍼 - [Digital Single] Yes!
- 2009년 4월 2일 점퍼 - [Digital Single] 눈이 부셔
- 2009년 10월 27일 앤디 - Single Man

## 2010년대
- 2010년 1월 11일 앤디 - [Digital Single] 사랑 하나 (네게 배운 말...)
- 2010년 7월 9일 틴탑 - Come Into The World
- 2011년 1월 13일 틴탑 - Transform
- 2011년 2월 18일 틴탑 - [Digital Single] Supa Luv
- 2011년 7월 26일 틴탑 - Roman
- 2012년 1월 5일 틴탑 - It's
- 2012년 5월 30일 틴탑 - aRtisT
- 2012년 8월 3일 틴탑 - Summer Special `나랑 사귈래?`
- 2012년 9월 18일 100% - WE,100%
- 2012년 12월 7일 100% - [Digital Single] 나 같은 놈
- 2013년 1월 21일 앤디 - [Digital Single] You And Me
- 2013년 2월 15일 틴탑 - [Digital Single] No.1
- 2013년 2월 25일 틴탑 - No.1
- 2013년 4월 25일 틴탑 - `No.1`리패키지 스페셜 에디션
- 2013년 5월 23일 100% - Real 100%
- 2013년 8월 26일 틴탑 - 틴탑 클래스
- 2013년 10월 23일 틴탑 - 틴탑 클래스 어디션
- 2013년 11월 20일 100% V - [Digital Single] 100% V
- 2014년 3월 17일 100% - BANG The BUSH[1]
- 2014년 7월 7일 100% - SUNKISS
- 2014년 9월 15일 틴탑 - TEEN TOP EXITO
- 2014년 11월 10일 틴탑 - Teen Top 20's Love Two Exito
- 2014년 12월 10일 틴탑 - 눈사탕
- 2015년 2월 16일 니엘 - oNIELy
- 2015년 4월 14일 니엘 - Spring Love'
- 2015년 6월 22일 틴탑 - NATURAL BORN TEEN TOP
- 2015년 7월 31일 틴탑 - [Digital Single] 나만 빼고
- 2015년 9월 11일 업텐션 - 一級秘密 (일급비밀)
- 2015년 11월 27일 업텐션 - BRAVO!
- 2016년 1월 18일 틴탑 - Red Point
- 2016년 3월 11일 선율 - [Digital Single] 보일 듯 말 듯[2]
- 2016년 4월 18일 업텐션 - SPOTLIGHT
- 2016년 6월 20일 선율, 진후, 비토 - 38사기동대 OST Part.1[3]
- 2016년 7월 7일 틴탑 - [Digital Single] 바람이 분다 (2010 voice)
- 2016년 8월 5일 업텐션 - Summer go!
- 2016년 10월 13일 100% - TIME LEAP
- 2016년 11월 21일 업텐션 - BURST
- 2017년 1월 16일 니엘 - Love Affair
- 2017년 1월 25일 100% - [Japan Digital Single] How To Cry
- 2017년 2월 22일 100% - Sketchbook
- 2017년 4월 10일 틴탑 - High Five
- 2017년 4월 18일 선율, 환희, 샤오, 고결 - 애니메이션 텔레몬스터 OST
- 2017년 6월 28일 100% - [Japan Digital Single] Warrior
- 2017년 6월 29일 업텐션 - Stardom
- 2017년 9월 21일 니엘 - [Digital Single] 잘 지내?[4]
- 2017년 10월 12일 업텐션 - SPECIAL PHOTO EDITION
- 2017년 10월 13일 록현, 혁진 - [Digital Single] THE UNI+ 마이턴 (My Turn)[5]
- 2017년 10월 20일 록현, 혁진 - [Digital Single] THE UNI+ 빛 (Last One)[6]
- 2017년 10월 26일 천지 - [Digital Single] 왼손 오른손[7]
- 2018년 1월 14일 록현 - [Digital Single] THE UNI+ B STEP 1
- 2018년 2월 10일 록현 - [Digital Single] THE UNI+ FINAL
- 2018년 2월 14일 100% - [Japan Digital Single] Song For You
- 2018년 3월 15일 업텐션 - INVITATION
- 2018년 3월 28일 틴탑 - 스위치 - 세상을 바꿔라 OST Part.1
- 2018년 5월 8일 틴탑 - SEOUL NIGHT
- 2018년 6월 26일 100% - [Japan Digital Single] Summer Night
- 2018년 7월 3일 틴탑 - TEEN TOP STORY : 8PISODE
- 2018년 7월 26일 100% - [Digital Single] Grand Bleu
- 2018년 8월 8일 업텐션 - [Japan Digital Single] CHASER
- 2018년 8월 20일 업텐션 - UP10TION 2018 SPECIAL PHOTO EDITION
- 2018년 9월 3일 100% - Sunshine
- 2018년 10월 20일 선율, 환희, 이진혁 - 미스마, 복수의 여신 OST Part.3
- 2018년 11월 4일 C.A.P - [Digital Single] 수우퍼
- 2018년 12월 6일 업텐션 - Laberinto
- 2018년 12월 12일 100% - [Japan Digital Single] 26 °C
- 2018년 12월 22일 C.A.P - [Digital Single] 쎄쎄쎄
- 2018년 12월 24일 앤디 - [Digital Single] A’NDY to Z - 선호:하다
- 2019년 1월 10일 쿤, 이진혁, 비토 - [Digital Single] 공간 Part.2
- 2019년 1월 22일 니엘 - [Digital Single] 김형석 with Friends Pop & Pop Collaboration #3 NIEL(TEEN TOP) X Charles Jang
- 2019년 3월 14일 100% - RE:tro
- 2019년 3월 21일 이진혁, 우신 - [Digital Single] _지마 (X1-MA)[8]
- 2019년 3월 29일 C.A.P - [Digital Single] 92
- 2019년 4월 25일 C.A.P - [Digital Single] 하늘에
- 2019년 6월 4일 틴탑 - DEAR.N9NE
- 2019년 8월 22일 업텐션 - The Moment Of Illusion
- 2019년 11월 4일 이진혁 - S.O.L
- 2019년 11월 9일 선율,환희,샤오 - 몽슈슈 글로벌 하우스 OST Part.1
- 2019년 11월 16일 창조 - [Digital Single] Never Anything

## 2020년대
- 2020년 1월 2일 MCND - [Digital Single] Top Gang
- 2020년 2월 27일 MCND - into the ICE AGE
- 2020년 4월 9일 MCND - [Digital Single] [SCHOOL AGE] 떠 (Spring)
- 2020년 5월 25일 김우석 - 1ST DESIRE [GREED]
- 2020년 6월 30일 이진혁 - Splash!
- 2020년 7월 10일 틴탑 - To You 2020[9]
- 2020년 7월 31일 니엘 - [Digital Single] 운명 (쿨 Remake)[10]
- 2020년 8월 7일 김우석 - [Digital Single] 피버뮤직 2020 쿨 썸머 프로젝트 Vol.3 ‘애상’[11]
- 2020년 8월 20일 MCND - EARTH AGE
- 2020년 9월 24일 업텐션 - Light UP
- 2020년 10월 14일 김우석 - [Digital Single] Memories[12]
- 2020년 11월 28일 틴탑 - [Digital Single] [Vol.76] 유희열의 스케치북 : 마흔일곱 번째 목소리 `유스케 X 틴탑`
- 2021년 1월 8일 MCND - MCND AGE
- 2021년 2월 8일 김우석 - 2ND DESIRE [TASTY]
- 2021년 2월 12일 니엘 - 리플레이 OST Part.4
- 2021년 4월 5일 이진혁 - SCENE26
- 2021년 6월 14일 업텐션 - CONNECTION
- 2021년 8월 25일 창조 - [Digital Single] Hurting U
- 2021년 8월 31일 MCND - THE EARTH: SECRET MISSION Chapter.1
- 2021년 9월 27일 100% - [Digital Single] 아름다운 걸[13]
- 2021년 10월 18일 이진혁 - Ctrl+V
- 2021년 12월 10일 TOP VOICE[14] - [Digital Single] Suddenly
- 2022년 1월 3일 업텐션 - Novella
- 2022년 1월 22일 니엘 - [Digital Single] 멋지게 헤어지는 방법( LOVE AFFAIR… )
- 2022년 3월 7일 김우석 - 3RD DESIRE [Reve]
- 2022년 7월 7일 MCND - THE EARTH: SECRET MISSION Chapter.2
- 2022년 8월 29일 이진혁 - 5ight
- 2022년 10월 12일 업텐션 - Code Name: Arrow
- 2022년 12월 16일 천지 - [Digital Single] Too Late
- 2023년 4월 3일 김우석 - Blank Page
- 2023년 7월 4일 틴탑 - [Digital Single] 4SHO
- 2023년 11월 22일 MCND - ODD-VENTURE
- 2024년 5월 21일 MCND - X10
- 2024년 8월 8일 MCND - [Digital Single] 아뜨뜨뜨
- 2024년 11월 1일 ODD YOUTH - [Digital Single] Best Friendz
- 2025년 1월 15일 ODD YOUTH - [Digital Single] Best Friendz (English Ver.)
- 2025년 4월 15일 ODD YOUTH - I Like You
- 2025년 8월 21일 틴탑 - Just 15, Just Teen Top